# アメリカ文学
アメリカ文学（、英: American literature）とは、アメリカ合衆国の文学、及びそれらの作品や作家を研究する学問のこと。米国文学（べいこくぶんがく）、米文学（）とも言う。また、イギリス文学と合わせて英米文学と呼ぶこともある。『English literature』の場合、英国や合衆国に限らず英語による各地域の文学を含むことがある。しかし現代ではアメリカ人の特異な性格と作品の幅広さによって、イギリス文学とは別の系統と伝統が出来てきたと考えられることが多い。

## アメリカ文学史
英語によるアメリカ文学の歴史は、1776年に独立してから本格的に始まった。それ以前の文学史は、ある程度かつての宗主国イギリスに求めることになるが、現在では移民の記録や日記、詩なども、アメリカ文学の一部として認められており、アメリカ文学の発生点は単純には決めがたい。

### 植民地時代の文学

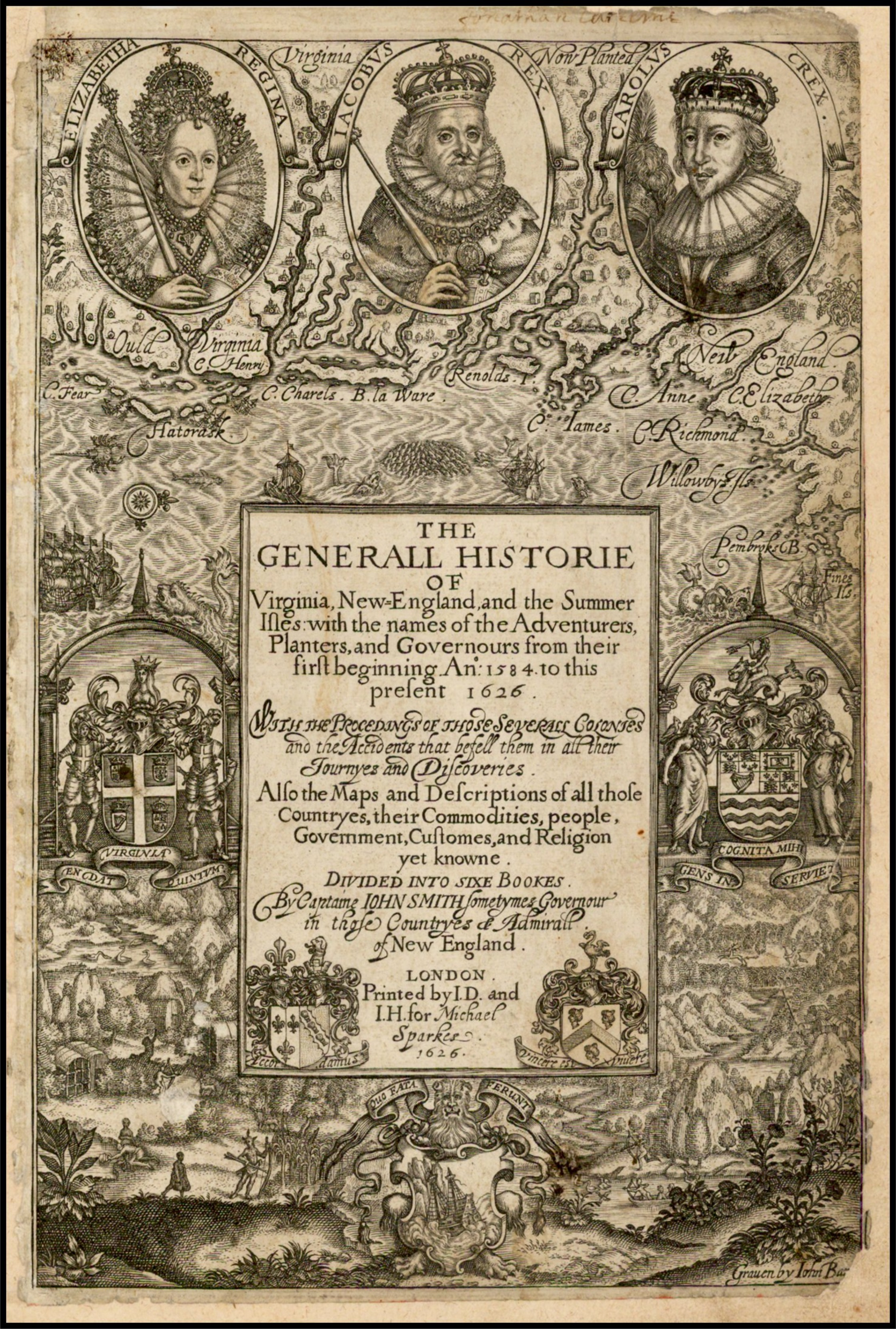
ジョン・スミスの著作『バージニア、ニューイングランドおよびサマー諸島の歴史概観』表紙

アメリカ文学の最も初期形態はヨーロッパ人と植民地の読者双方に対して植民地の良さを褒め称える小冊子や書き物だった。
移民の記録をアメリカ文学の発生点とみなすのであれば、1607年以降のバージニア州移民の記録が重要になってくる。ディズニー映画『ポカホンタス』で一躍有名になった、ジョン・スミス（1580年 - 1631年）による一連の著作などであり、現在ではアメリカ文学の一部として考えられている。このような部類の著者としては、ダニエル・デントン（1626年頃 - 1703年）、トマス・アッシュ、ウィリアム・ペン（1644年 -1718年）、ジョージ・パーシー（1580年 - 1632年）、ウィリアム・ストレーチー（1572年 - 1621年）、ダニエル・コックス（1640年 - 1730年）、ガブリエル・トーマスおよびジョン・ローソン（1674年? - 1711年）がいた。
アメリカの開拓を促進することになった宗教紛争も初期著作の話題になった。ジョン・ウィンスロップ（1587年あるいは1588年 - 1649年）が書いた日記はマサチューセッツ湾植民地の宗教的基盤を論じていた。ジョン・ウィンスロー（1595年 - 1655年）もメイフラワー号でアメリカに到着した最初の1年間の日記を残した。その他宗教的に影響力のあった著者としては、インクリーズ・マザー（1639年 - 1723年）や『プリマス植民地の歴史、1620年 - 1647年』として出版された日記の著者ウィリアム・ブラッドフォード（1590年 - 1657年）がいた。ロジャー・ウィリアムズ（1603年 - 1683年）やナサニエル・ウォード（1578年 - 1652年）のような者達は国と教会の分離を激しく論じた。

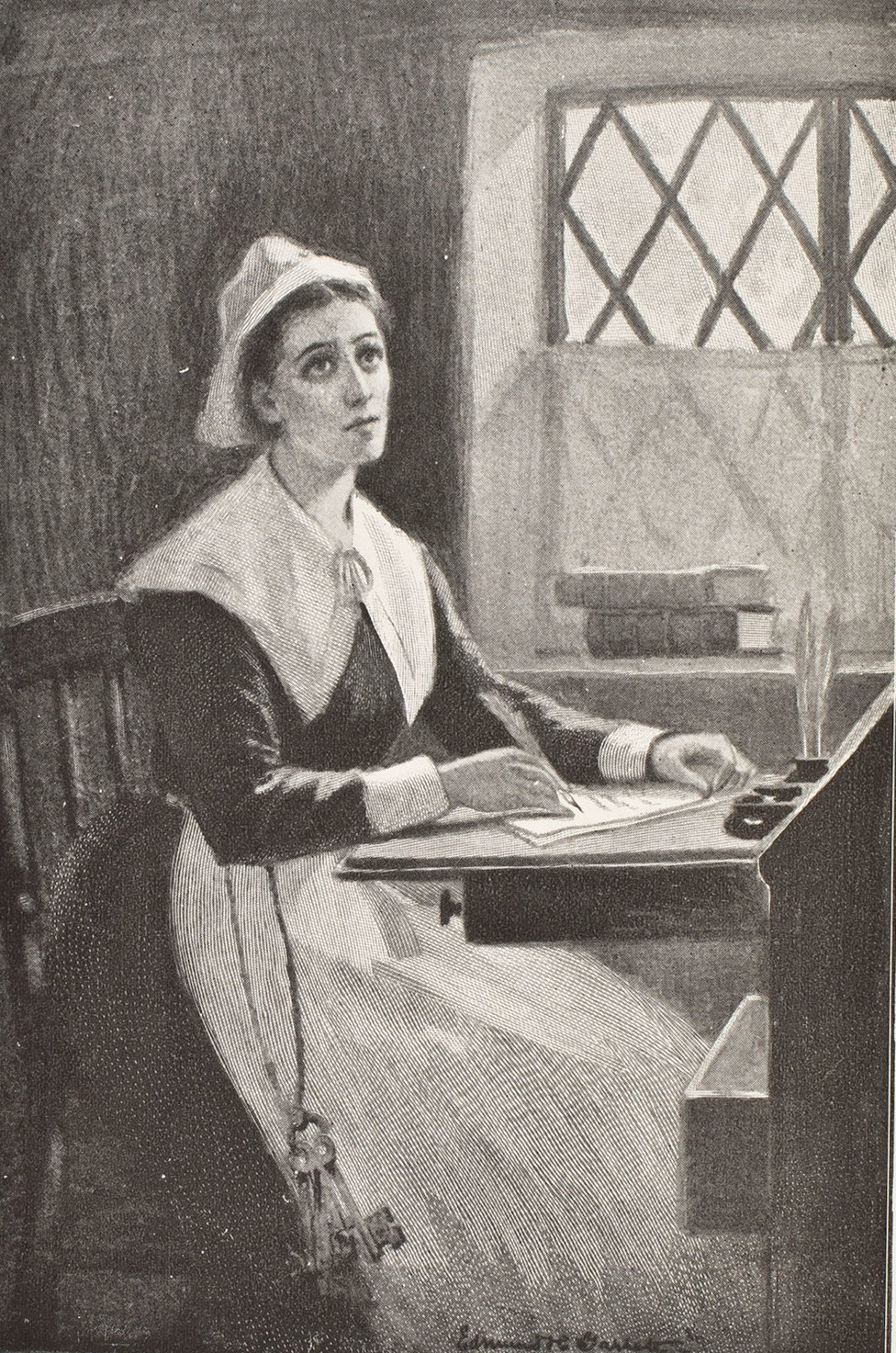
アン・ブラッドストリート

この時代には詩人も幾人かいた。エドワード・テイラー（1642年頃 - 1729年）も著名になった。マイケル・ウィグルスワース（1631年 - 1705年）は最後の審判の日のことを書いた詩『運命の日』（en:The Day of Doom）がベストセラーになった。ニコラス・ノイズは韻律がそろっていない詩を書いたことで知られている。特筆すべきなのは、17世紀の女性詩人、アン・ブラッドストリート（1612年 - 1672年）であり、宗教色の強いその作品はフェミニズム批評の発展もあいまって、現在注目を浴びている。
その他インディアンとの紛争や交流を後日談として書いたものでは、ダニエル・グッキン（1612年 - 1687年）、アレクサンダー・ウィタカー（1585年 - 1616年）、ジョン・メイソン（1600年頃 - 1672年）、ベンジャミン・チャーチ（1639年 -1718年）およびメアリー・ローランソン（1637年 - 1711年）がいた。伝道師ジョン・エリオット（1604年 - 1690年）はアルゴンキン語に聖書を翻訳した。
ジョナサン・エドワーズ (神学者)（1703年 - 1758年）やジョージ・ホウィットフィールド（1714年 - 1770年）は、18世紀初期に厳格なカルヴァン主義を主張した宗教的リバイバルである第一次大覚醒を言葉で表現した。その他のピューリタンや宗教的著作家としては、トマス・フッカー（1586年 - 1647年）、トマス・シェパード（1605年 - 1649年)、ジョン・ワイズ（1652年 - 1725年）およびサミュエル・ウィラード（1640年 - 1707年）がいた。それほど厳格でも深刻でもない著作家としては、サミュエル・シューワル（1652年 - 1730年）、サラ・ケンブル・ナイト（1666年 - 1727年）およびウィリアム・バード（1674年 - 1744年）がいた。
アメリカ独立戦争の時代にはサミュエル・アダムズ（1722年 - 1803年）、ジョサイア・クィンジー（1744年 - 1775年）、ジョン・ディキンソン（1732年 - 1808年）および王党派だったジョセフ・ギャロウェイ（1731年 - 1803年）など植民地人の政治的な著作もあった。この時の重要な著作家はベンジャミン・フランクリン(1706年 - 1790年) とトマス・ペイン（ 1737年 - 1809年）の2人だった。フランクリンの『貧しいリチャードの暦』（Poor Richard's Almanac）と『フランクリン自伝』（The Autobiography of Benjamin Franklin）は、芽を出し掛けたアメリカ人の独自性の形成に向けてそのウィットと影響力のあった作品と見られている。ペインの小冊子『コモン・センス』（Common Sense）と『アメリカの危機』(The American Crisis)は、この時期の政治的風潮に影響する重要な役割を演じたと見られている。
革命そのものが進行している間、『ヤンキードゥードゥル』（Yankee Doodle）や『ネイサン・ヘイル』（Nathan Hale）のような詩や歌が流行った。主要な風刺作家としては、ジョン・トランブル（1750年 - 1831年）やフランシス・ホプキンソン（1737年 - 1791年）がいた。アメリカ独立の詩人と呼ばれることもあるフィリップ・モーリン・フレノー（1752年 - 1832年）は戦争の進行について詩を書いた。

### 独立後

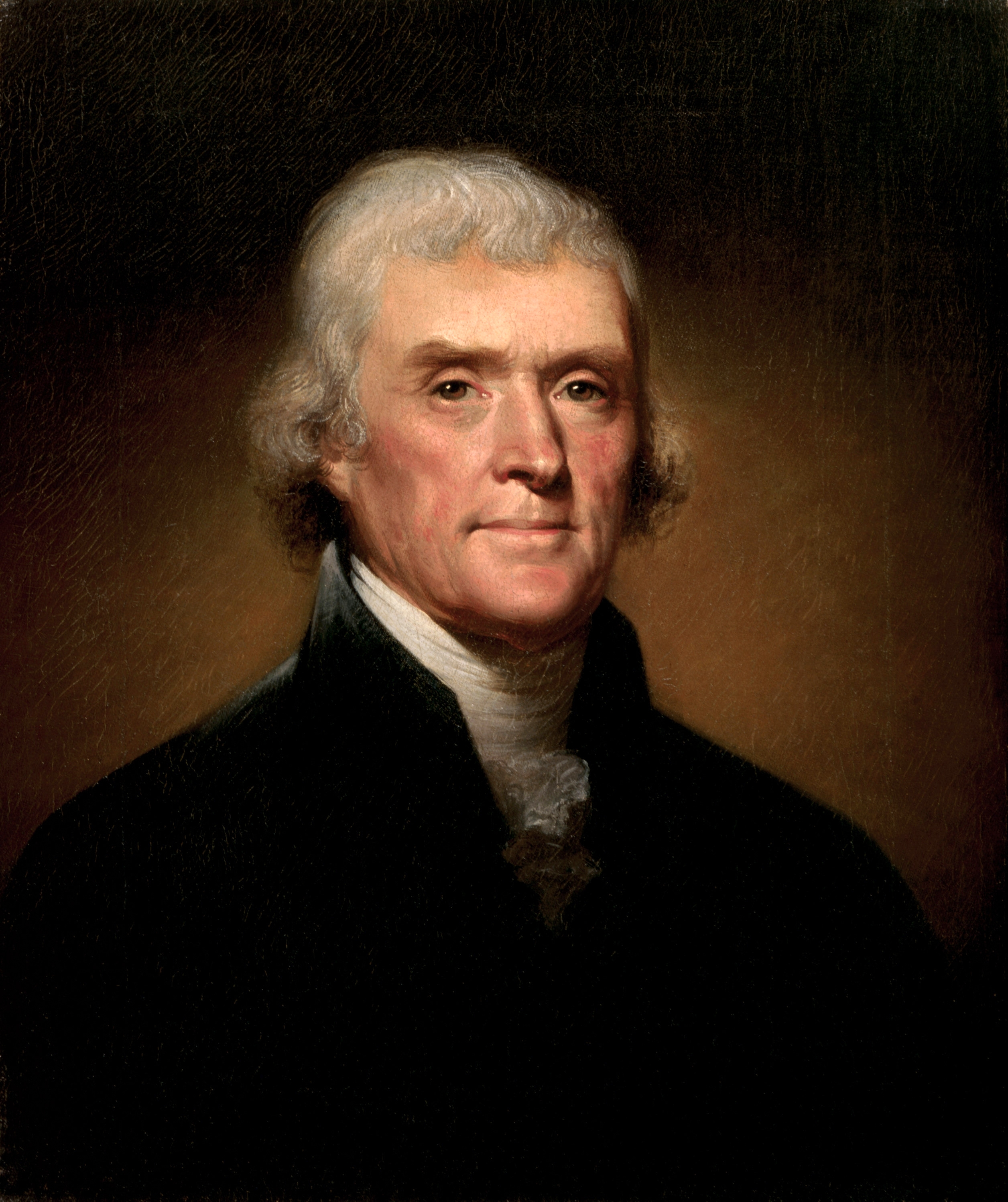
トーマス・ジェファーソン

独立戦争が終わると、アレクサンダー・ハミルトン（1755年あるいは1757年 - 1804年）、ジェームズ・マディソン（1751年 - 1836年）およびジョン・ジェイ（1745年 - 1829年）による『ザ・フェデラリスト』（The Federalist）の随筆がアメリカ政府の組織と共和制の価値について重要で歴史的な議論を著した。トーマス・ジェファーソン（1743年 - 1826年）が書いたアメリカ独立宣言、またアメリカ合衆国憲法に対する影響力、その自叙伝、『バージニア州に関する注釈』（Notes on the State of Virginia）および多くの手紙などは初期アメリカの最も才能ある著作家の一人としてその評価を固めている。フィッシャー・エイムズ（1758年 - 1808年）、ジェイムズ・オーティス（1725年 - 1783年）およびパトリック・ヘンリー（1736年 - 1799年）も、その政治的著作物や演説で重きを置かれている。
新しく誕生したばかりの国の初期文学の大半は既存の文学ジャンルの中でアメリカの声を独自に見出すために奮闘し、この傾向は小説にも反映された。ヨーロッパの形式とスタイルがアメリカに移されることが多く、批評家はそれらを劣っているものとみなすことが多かった。

### 特異なアメリカスタイル

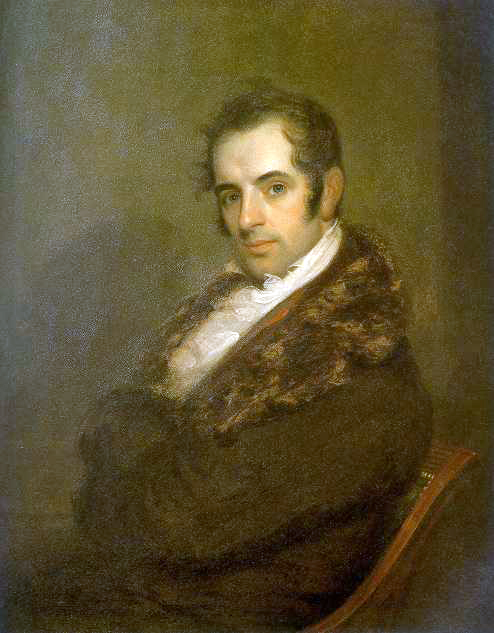
ワシントン・アーヴィング

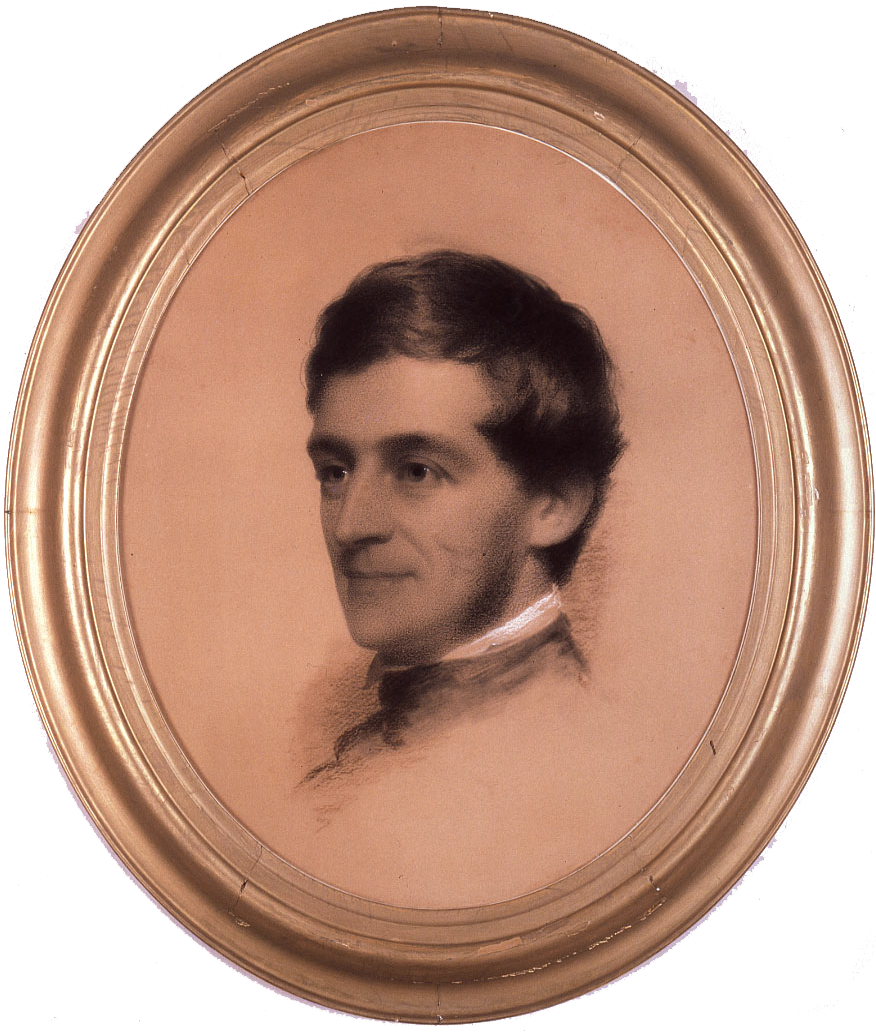
ラルフ・ウォルドー・エマソン

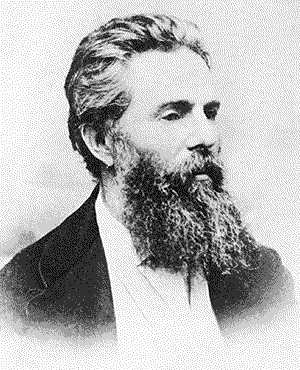
ハーマン・メルヴィル

米英戦争と共にアメリカ固有の文学や文化を生み出したいという願望が増し、多くの新しい文学界の重要な人物が現れた。その中でもワシントン・アーヴィング（1783年 - 1859年）、ウィリアム・カレン・ブライアント（1794年 - 1878年）、ジェイムズ・フェニモア・クーパー（1789年 - 1851年）およびエドガー・アラン・ポー（1809年 - 1849年）が特筆される。アーヴィングはアメリカ固有のスタイルを開発した最初の作家と考えられることが多く（ただし異論が出ている）、『サルマガンディー』（Salmagundi）や良く知られた風刺『ディートリヒ・ニッカーボッカーによるニューヨークの歴史』（A History of New York, by Diedrich Knickerbocker、1809年）でユーモアある作品を著した。ブライアントはロマンチックで自然に触発された初期の詩人であり、ヨーロッパの影響から離れた。1832年、ポーは短編小説を書き始めた。その中には『赤死病の仮面』（The Masque of the Red Death、1841年）、『落とし穴と振り子』（The Pit and the Pendulum、1842年）、『アッシャー家の崩壊』（The Fall of the House of Usher、1839年）および『モルグ街の殺人』（The Murders in the Rue Morgue、1841年）があり、人間心理の以前は隠されていた面を探求し、小説の範囲を推理小説やファンタジーにまで拡げた。クーパーのナッティ・バンポーに関する『レザーストッキング・テイルズ』（Leatherstocking Tales、『モヒカン族の最後』（The Last of the Mohicans）はその第2作）は国内でも海外でも好評を博した。
この時代に人気のあったユーモア作家としては、ニューイングランドのセバ・スミス（1792年 - 1868年）とベンジャミン・P・シラバー（1814年 - 1890年）がおり、南部のデイヴィッド・クロケット（1786年 - 1836年）、オーガスタス・ボールドウィン・ロングストリート（1790年 - 1870年）、ジョンソン・J・フーパー（1815年 - 1863年）、トマス・バングス・ソープ（1815 - 1878年）およびジョージ・ワシントン・ハリス（1814年 - 1869年）はアメリカのフロンティアについて書いた。
ニューイングランド・ブラーマンズはハーバード大学とそれがあるマサチューセッツ州ケンブリッジを繋がりとする作家の集団だった。その中心となったのは、ジェイムズ・ラッセル・ローウェル（1819年 - 1891年）、ヘンリー・ワズワース・ロングフェロー（1807年 - 1882年）およびオリバー・ウェンデル・ホームズ（1809年 - 1894年）だった。
1836年、ラルフ・ウォルドー・エマソン（1803年 - 1882年）は元牧師であり、『自然』（Nature）と呼ぶ衝撃的なノンフィクションを出版した。その中で自然界を勉強し反応することで、既に組織化された宗教とは離れ、高い精神状態に達することが可能であると主張した。その作品は彼の周りに集まった作家達に超絶主義と呼ばれる運動を起こさせただけでなく、その講義を聞いた大衆にも影響を与えた。
エマーソンの共鳴者で最も才能豊かだったのは恐らく革新的反逆児だったヘンリー・デイヴィッド・ソロー（1817年 - 1862年）だった。ソローは森の中の池端にあった丸太小屋で2年間ほとんど一人で暮らした後で、『ウォールデン-森の生活』（Walden、1854年）を書いた。これは本1冊分にのぼる回顧録であり、組織化された社会のお節介な指図に反抗することを奨励している。その過激な書き方はアメリカ人の性格にある個人主義に向かう深く根ざした傾向を表現している。超絶主義に影響されたその他の作家としては、ブロンソン・オルコット（1799年 - 1888年）、マーガレット・フラー（1810年 - 1850年）、ジョージ・リプリー（1802年 - 1880年）、オレステス・ブラウンソン（1803年 - 1876年）およびジョーンズ・ベリー（1813年 - 1880年）がいた。
奴隷制度廃止運動に関わる政治紛争によって、ウィリアム・ロイド・ガリソン（1805年 - 1879年）とその新聞「リベレーター」における作品に刺激を与え、また詩人ジョン・グリーンリーフ・ホイッティアや、世界的に有名になった『アンクル・トムの小屋』（Uncle Tom's Cabin、1851年）を書いたハリエット・ビーチャー・ストウ（1811年 - 1896年）が続いた。
1837年、青年ナサニエル・ホーソーン（1804年 - 1864年）が、『二度語られた話』（Twice-Told Tales）として象徴主義でオカルト的事件が豊富なその作品を集めた。ホーソーンは長編の「恋愛小説」として寓話風な小説を書くようになり、罪、誇りおよび生まれ故郷のニューイングランドにおける感情的抑圧といった主題を開拓した。その傑作『緋文字』（The Scarlet Letter、1850年）は、姦通を犯し不義の子を産んだことでその地域社会から迫害される女性の過酷なドラマである。
ホーソーンの小説はその友人であるハーマン・メルヴィル（1819年 - 1891年）に大きな影響を与えた。メルヴィルはその船乗り時代の経験を風変わりでセンセーショナルな海洋説話小説に変えることでその名前を残した。メルヴィルはホーソーンの主題である寓話や暗い心理描写に影響を受けて、淡々たる思索の豊富なロマンを書くようになった。『白鯨』（Moby-Dick）では、冒険的捕鯨の旅が強迫観念、悪の性質、および原理に対する人間の戦いというような主題を掘り下げる舞台になった。他にも短編の傑作『ビリー・バッド』（Billy Budd、1924年の死後出版）では、戦時の艦船上における義務と同情心の葛藤をドラマ化した。メルヴィルの豊富な作品は存命中にほとんど売れず、死後も暫くは忘れられた存在だった。死後30年を経た1921年に再評価の動きがおこった。
メルヴィル、ホーソーンおよびポーによる反超絶主義的作品は当時の文学界の小ジャンル、暗黒ロマン主義を構成するものである。
アメリカの近代文学の初期においては、プロットが強いが日常的な描写が貧しい男性作家たちの小説と、プロットが弱いが日常的な描写に優れた女性作家による小説という特徴が見られた。アメリカ文学者の平石貴樹は、女性作家たちの「プロット」に対する不信の背後には、「人生を一貫した計画や冒険などの展開とみなす、近代的自我の人生観そのものを、アメリカン・ドリームに支配された男性たちの『勝手な夢』（少なくとも、社会参加のままならない自分たちには『無縁な夢』）としてしりぞける思想、あるいは情緒が、ひそんでいたとも考えられる。」と評し、男女の社会的立場の差と、プロットの強弱との関係を指摘している。

### アメリカの詩

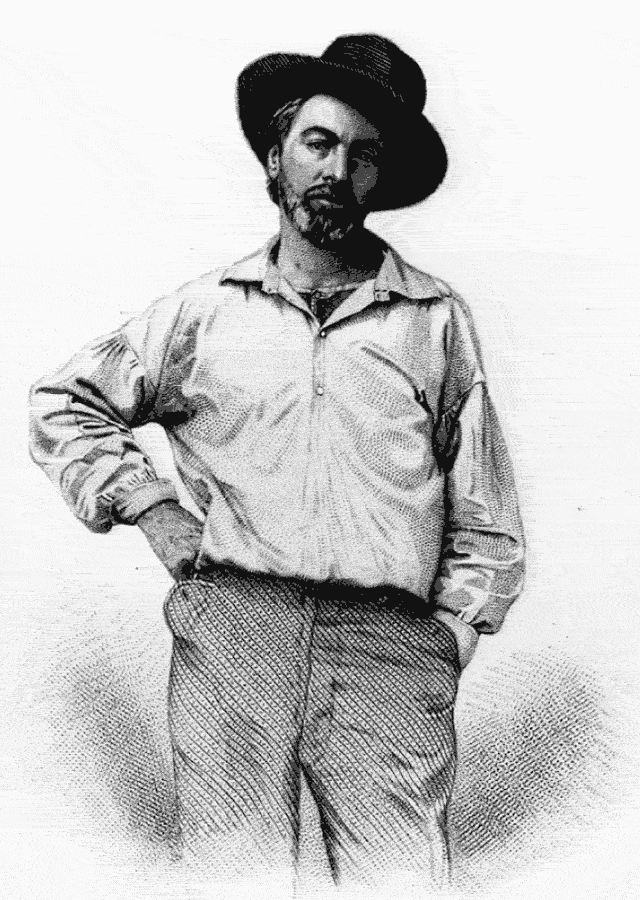
ウォルト・ホイットマン、1856年

19世紀アメリカの二人の偉大な詩人は気質もスタイルもほとんど異なったものと言うことができる。ウォルト・ホイットマン（1819年 - 1892年）は、労働者、漂泊者、南北戦争では志願看護士であり、詩の革新者だった。その代表作『草の葉』（Leaves of Grass）は、不規則な長さをもつ自由に流れる行でできており、アメリカ的民主主義の全的包括性を表している。この主題を一歩進め、自分勝手にならずに幅広いアメリカ人の体験を自身のものと同一視している。例えば、『草の葉』の中心で長い詩、『ぼく自身の歌』（Song of Myself）では、「あらゆる年齢とあらゆる土地の全ての人は私にとって新しいものではないという思想が実際にある」と書いている。
ホイットマンはまた自分で「電気の身体」と呼んだように肉体の詩人でもあった。イギリスの小説家D・H・ローレンスはその『アメリカ文学古典の研究』の中で、ホイットマンは「精神の男が肉体の男よりも幾らか「優れて」「上に」あるという古い道徳観に最初に打撃を与えた」と記した。

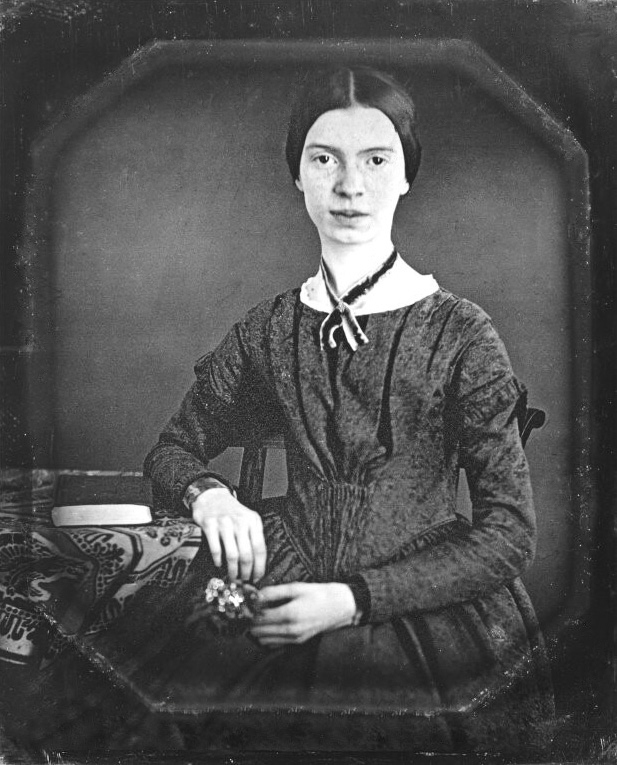
若かりし日のエミリー・ディキンソン。1846年か1847年

一方、エミリー・ディキンソン（1830年 - 1886年）は、マサチューセッツ州の小さな町アマーストで上品な未婚の女性として、保護された人生を送った。その詩は形式的構造の中で独創的で機知に富み、優美に練り上げられ、心理的な洞察力がある。その作品は当時としては型破りであり、生前はほとんど出版されることも無かった。
ディキンソンの詩の多くは意地の悪いひねりを伴う死について論じている。例えば、『私は死について考えるのを止められないから』（Because I could not stop for Death）は、「彼が親切にも私を止めさせた」で始まっている。ディキンソンの別の詩の冒頭は男性が支配する社会に生きる女性、かつ認められていない詩人としてのその立場を、「私は誰でもない！貴方は誰？貴方も誰でもないの？」と弄んでいる。
アメリカの詩は20世紀初期から半ばにそのピークを迎えたと考えられるが、その著名な詩人としては、ウォレス・スティーブンス（1879年 - 1955年）、シルヴィア・プラス（1932年 - 1963年）、アン・セクストン（1928年 - 1974年）、エズラ・パウンド（1885年 - 1972年）、T・S・エリオット（1888年 - 1965年）、ウィリアム・カルロス・ウィリアムズ（1883年 - 1963年）、スティーブン・ビンセント・ベネット（1898年 - 1943年）、ロバート・フロスト（1874年 - 1963年）、カール・サンドバーグ（1878年 - 1967年）、ロビンソン・ジェファーズ（1887年 - 1962年）、ハート・クレイン（1899年 - 1932年）、E・E・カミングス（1894年 - 1962年）、ジョン・ベリーマン（1914年 - 1972年）、アレン・ギンズバーグ（1926年 - 1997年）、ロバート・ローウェル（1917年 - 1977年）、エドナ・ミレイ（1892年 - 1950年）など多くいる。

### リアリズム、トウェインとジェームズ

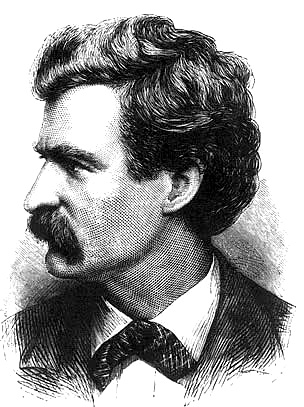
マーク・トウェイン、1874年

マーク・トウェイン（1835年 - 1910年、本名はサミュエル・ラングホーン・クレメンズ）はアメリカ東海岸とは離れて（ミズーリ州の州境）生まれたアメリカ人作家としては初めての重要人物だった。その土地を舞台にする傑作は自伝『ミシシッピの生活』（Life on the Mississippi）と小説『ハックルベリー・フィンの冒険』（Adventures of Huckleberry Finn）である。トウェインのスタイルはジャーナリズムの影響を受け、方言を取り入れ、直接的で飾り気が無いが高度に感情に訴えるものがあって不敬にもユーモラスである。これがアメリカ人の言語を書く方法を変えた。その登場人物は方言と新しく発明した言葉や地域のアクセントまで使って実在の人物のように話し、明らかにアメリカ人のように聞こえる。その他地域的な違いや方言で興味ある作家としては、ジョージ・W・ケーブル（1844年 - 1925年）、トマス・ネルソン・ペイジ（1853年 - 1922年）、ジョーエル・チャンドラー・ハリス（1848年 - 1908年）、メアリー・ノアイユ・マーフリー（1850年 - 1922年、筆名チャールズ・エグバート・クラドック）、サラ・オーン・ジューエット（1849年 - 1909年）、メアリー・E・ウィルキンス・フリーマン（1852年 - 1930年）、ヘンリー・カイラー・バナー（1855年 - 1896年）およびウィリアム・シドニー・ポーター（1862年 - 1910年、筆名オー・ヘンリー）がいる。
ウィリアム・ディーン・ハウェルズも、『サイラス・ラパムの出世』（The Rise of Silas Lapham）のような小説や「アトランティック・マンスリー」の編集者としての仕事を通じてリアリストの伝統を代表する者である。
ヘンリー・ジェイムズ（1843年 -　1916年）は旧世界と新世界について直接書くことでそのジレンマに直面した。ジェイムズはニューヨーク市で生まれたが成人してからの大半はイングランドで過ごした。その小説の多くはヨーロッパに住んでいるか旅しているアメリカ人を描いている。ジェイムズの小説は、その錯綜し高度に抑えられた文章と感情と心理のあやに対する分析とで、人を怯えさせるものがある。ヨーロッパに来た魅力的なアメリカ人少女を描いた小説『デイジー・ミラー』（Daisy Miller）や謎のような怪談『ねじの回転』（The Turn of the Screw）がまだとっつきやすい作品である。

### 世紀の変わり目

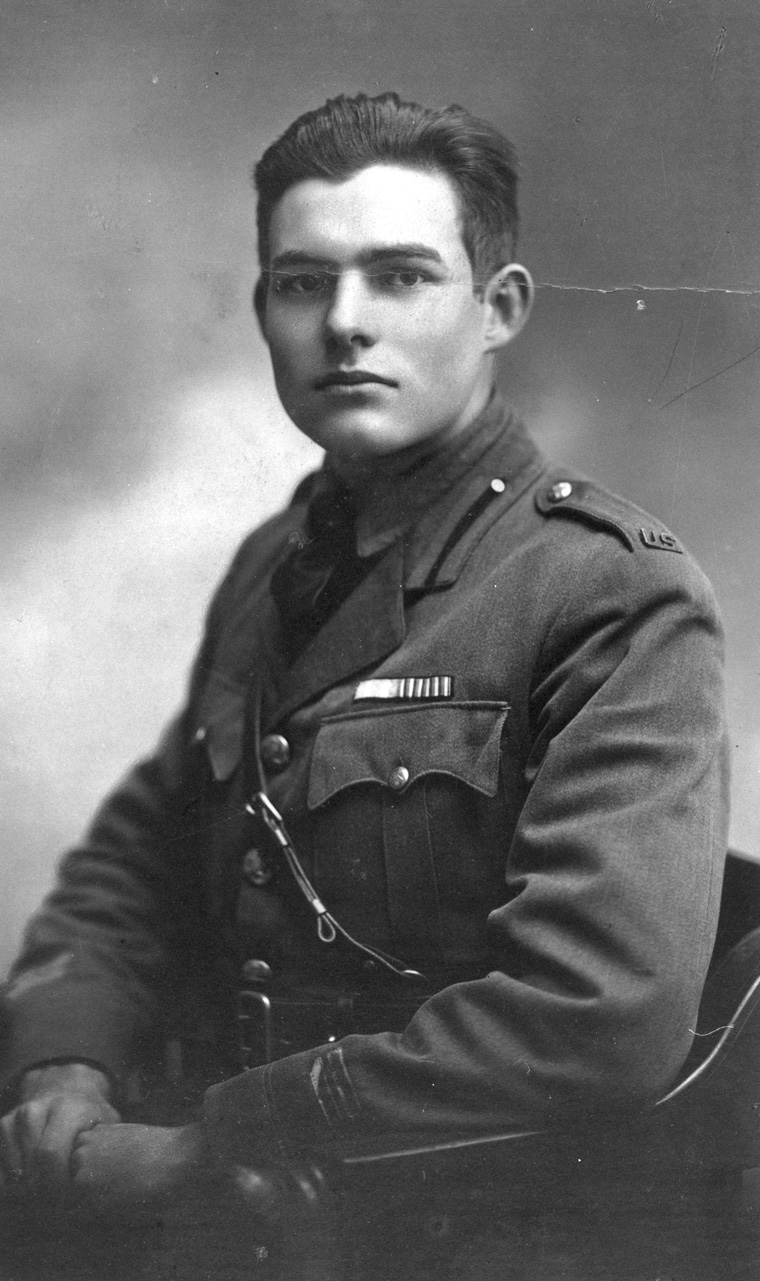
アーネスト・ヘミングウェイ、第一次世界大戦の軍服姿

20世紀の始めにアメリカの小説家は小説の社会的領域を上流から下流まで広げていき、時にはリアリズムの自然はにも結びついた。エディス・ウォートン（1862年 - 1937年）は短編や小説で、彼女が育ったアメリカ東海岸の社会である上流階級を観察した。その傑作の中でも『無知の時代』（The Age of Innocence、1920年）は、魅力ある部外者よりも伝統的で社会的に受容される女性との結婚を選ぶ一人の男を主題にしている。これと同じ頃、南北戦争の小説『赤い武功章』（The Red Badge of Courage）で知られたスティーヴン・クレイン（1871年 - 1900年）は、『街の女マギー』（Maggie:A Girl of the Streets、1893年）でニューヨークの娼婦の生涯を描いた。またセオドア・ドライサー（1871年 - 1945年）は『シスター・キャリー』（Sister Carrie、1900年）でシカゴに移転し、愛人になる田舎娘を描いた。ハムリン・ガーランド（1861年 - 1940年）とフランク・ノリス（1870年 - 1902年）は自然主義者の観点からアメリカの農夫の抱える問題など社会的問題について書いた。
さらに直接に政治的な書物が社会問題と企業の力を論じた。エドワード・ベラミー（1850年 - 1898年）の『顧みれば』（Looking Backward）のような作品では別に考えられる政治や社会の枠組みを描いた。アプトン・シンクレア（1878年 - 1968年）は食肉加工業を題材にした小説『ジャングル』（The Jungle ）で最も有名になったが社会主義を提唱した。その他この時代の政治的作家としては、エドウィン・マーカハム（1852年 - 1940年）、ウィリアム・ボーン・ムーディ（1869年 - 1910年）がいた。イーダ・ターベル（1857年 - 1944年）やリンカーン・ステフェンス（1866年 - 1936年）などジャーナリスト批評家はマクレイカー（醜聞を暴く人）と渾名された。ヘンリー・ブルックス・アダムズ（1838年 - 1918年）も教育制度と現代生活を辛辣な表現で描いた。
スタイルや形態における実験が主題における新しい自由さに加わってきた。1909年、ガートルード・スタイン（1874年 - 1946年）はパリの海外居住者となっていたが、キュビスム、ジャズなど当時の美術と音楽の動きに親しんだことで影響された革新的小説である『3人の女』（Three Lives）を出版した。 スタインは1920年代と1930年代をパリで暮らしたアメリカ文学の著名人集団を「失われた世代」と名付けた。
詩人のエズラ・パウンド（1885年 - 1972年）はアイダホ州で生まれたが、成人してからの生涯の大半をヨーロッパで過ごした。その作品は複雑であり、ときには曖昧で、西洋と東洋両方の他の芸術形態や広い範囲の文学に何度も言及している。パウンドは他の多くの詩人、特にもう一人の海外居住者だったT・S・エリオット（1888年 - 1965年）に影響を与えた。エリオットは、象徴の濃密な構造で進められる簡潔で知性に訴える詩を書いた。その作品『荒地』（The Waste Land）では、第一次世界大戦後の社会の僻んだ考え方を崩壊し悪夢に付きまとわれたイメージに表現した。パウンドの作品に似てエリオットの詩は高度に暗示的であり、『荒地』のある版は詩人その人によって補われた脚注が備えられた。1948年、エリオットはノーベル文学賞を受賞した。
アメリカの作家は第一次世界大戦後の幻滅も表現した。F・スコット・フィッツジェラルド（1896年 - 1940年）の短編や小説は1920年代の落ち着けない、喜びに飢えた反抗的なムードを捕らえていた。フィッツジェラルドの特徴的主題は『グレート・ギャツビー』（The Great Gatsby）で痛烈に表現されており、若者の金色の夢が失敗と失望の中で消えていく風潮である。フィッツジェラルドはまた、20世紀初期の社会の圧力で酷く脅威を与えられている側面である自由、社会の統合、良い政府と平和などアメリカ独立宣言に盛り込まれていたアメリカの重要な理想の幾つかが崩壊したことも示した。シンクレア・ルイス（1885年-1951年、1930年ノーベル文学賞）とシャーウッド・アンダーソン（1876年 - 1941年）もアメリカ人の生活を批評的に表現した小説を書いた。ジョン・ドス・パソス（1896年 - 1970年）は戦争について書き、世界恐慌にまで伸びた「アメリカ合衆国三部作」も書いた。

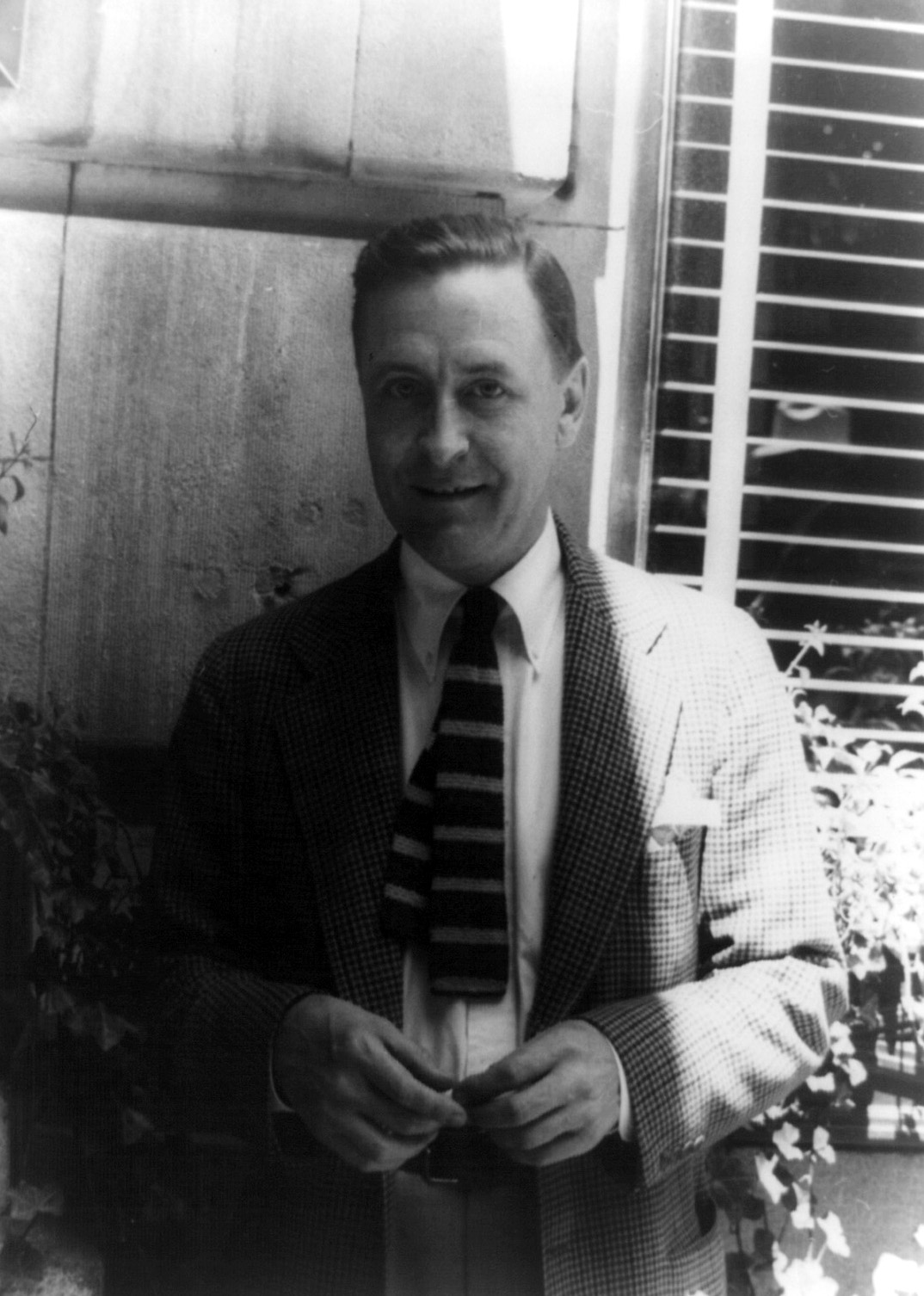
F・スコット・フィッツジェラルド、カール・ヴァン・ヴェクテン撮影、1937年

パール・S・バック　(1892年 - 1973年) は生後間もなく中国に渡った女性作家で、中国農村が舞台の大地 (1931年) でピューリツァー賞 (1932年) とノーベル賞 (1938年) を受賞した。アーネスト・ヘミングウェイ（1899年 - 1961年）は第一次世界大戦の救急車運転手として暴力と死を身近に体験し、大虐殺によって抽象的な言葉が最も空虚で人を惑わすものだと確信させられた。その著作から不要な言葉を削り、文章構造を単純化し、具体的な対象と行動に集中させた。圧力の下での優美さを強調する道徳律に固執し、その主人公は強く寡黙な男だが女性の扱いはぎこちないことが多い。『日はまた昇る』（The Sun Also Rises）と『武器よさらば』（A Farewell to Arms）が一般にその傑作と考えられている。ヘミングウェイは1954年にノーベル文学賞を受賞した。
ヘミングウェイよりも5年早い1949年に、ウィリアム・フォークナー（1897年 - 1962年）がノーベル文学賞を受賞していた。フォークナーは彼が創作したミシシッピ州のヨクナパトーファ郡における非常に大きな範囲の人物模様を描き出した。「意識の流れ」と呼ばれる手法で、心理状態を表現するために長ったらしくてまとまりのないように見える登場人物の話を記録した（実際にこれらの文章は丁寧に組み立てられ、その混乱したような構造は多層の意味を隠している）。フォークナーは時間の流れもごちゃ混ぜにし、過去である奴隷を所有していた時代のディープサウスが現在にどう繋がっているかを示している。『響きと怒り』（The Sound and the Fury）、『アブサロム、アブサロム!』（Absalom, Absalom!）、『行け、モーセ』（Go Down, Moses）および『征服されざる人々』（The Unvanquished）が著名である。

### 世界恐慌時代の文学
世界恐慌時代の文学はその社会批判において無遠慮で直接的だった。ジョン・スタインベック（1902年 - 1968年）はカリフォルニア州サリナスで生まれ、そこを小説の多くの舞台にした。そのスタイルは単純で示唆に富み、読者の共感を呼んだが批評家はそうではなかった。スタインベックはしばしば貧しい労働者階級とまともで正直な生活を送るための奮闘を書いた。おそらく当時の最も社会的に目覚めた作家だった。傑作と考えられている『怒りの葡萄』（The Grapes of Wrath）は、オクラホマ州出身でより良い生活を求めてカリフォルニア州に旅する貧しい家族であるジョード家の話を語る強く社会指向の小説である。その他にも『おけら部落』（Tortilla Flat）、『二十日鼠と人間』（Of Mice and Men）、『キャナリー・ロウ』（Cannery Row）および『エデンの東』（East of Eden）などを書いた。スタインベックは1962年にノーベル賞を受賞した。プロレタリアート派の一部と考えられるその他の小説家として、ナサニエル・ウェスト（1903年 - 1940年）、オリーブ・ティルフォード・ダーガン（1869年 - 1968年）、トム・クロマー（1906年 - 1969年）、ロバート・キャントウェル（1908年 - 1978年）およびエドワード・アンダーソンがいた。
ヘンリー・ミラー（1891年 - 1980年）は、パリで書いて出版した半自叙伝的小説がアメリカ合衆国で発禁になった時に、1930年代のアメリカ文学界で特異な存在となった。主要作品である『北回帰線』（Tropic of Cancer）と『暗い春』（Black Spring）は1962年までアメリカ国内での販売と出版が認められなかったが、この時点で既にその主題とスタイルの革新性はアメリカの次の世代の作家達に大きな影響を残していた。

### 第二次世界大戦後

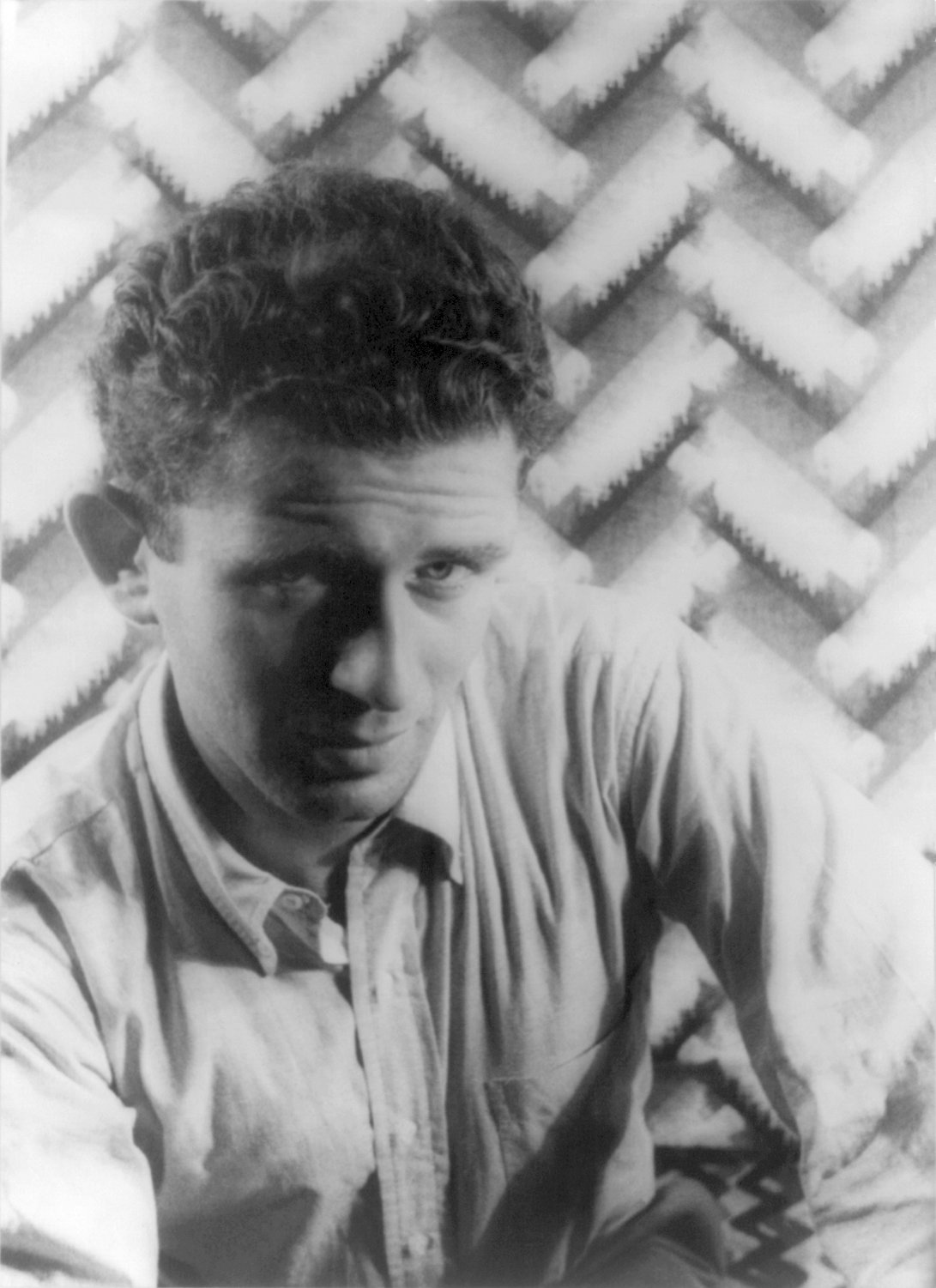
ノーマン・メイラー、カール・ヴァン・ヴェクテン撮影、1948年

第二次世界大戦が終わり、おおまかに1960年代後半や1970年代前半までの時代は、アメリカ史の中でも最も人気ある作品の幾つかが出版された時だった。より現実的なモダニズム文学の最後の数人と共に幅広くロマンティックなビートニクスがこの時代を支配し、アメリカが第二次世界大戦に関わったことへの直接の反応が彼らに注目すべき影響を与えた。
カナダで生まれシカゴで育ったソール・ベロー（1915年 - 2005年）が第二次世界大戦後の数十年間で最も影響力あるアメリカの小説家になった。『オーギー・マーチの冒険』（The Adventures of Augie March）や『雨の王ヘンダソン』（Henderson the Rain King）といった作品で、ベローはアメリカの都市の生き生きとした肖像とそこに住む典型的な人々を描いた。ベローは1976年にノーベル文学賞を受賞することになった。
J・D・サリンジャー（1919年 - 2010年）の『ナイン・ストーリーズ』（Nine Stories）と『ライ麦畑でつかまえて』 （The Catcher in the Rye）から、シルヴィア・プラス（1932年 - 1963年）の『ベル・ジャー』（The Bell Jar）まで、アメリカの狂気は国民の文学表現の前線にまで置かれた。『ロリータ』（Lolita）を書いたウラジーミル・ナボコフ（1899年 - 1977年）のような移民作家がその主題で台頭し、ほとんど同じ頃にビートニクスはその失われた世代の先達から離れて申し合わせたような一歩を踏み出した。
ビート・ジェネレーションの詩や小説は、大半がニューヨーク市のコロンビア大学周辺に形成された知識人のサークルから生まれ、幾らか後にサンフランシスコで明確に確立され、時代のものとなった。「ビート」という言葉は全く同時にジャズシーンの反体制文化的リズムにも使われ、戦後社会の保守的ストレスに関する反逆の意味で、またドラッグ、アルコール、哲学および宗教、特に「禅」を通じた新しい形の精神的な体験における興味にも使われた。アレン・ギンズバーグ（1926年 - 1997年）はホイットマン流の作品であるその詩『吠える』（Howl）で、「私は狂気によって破壊された私の世代の最良の心を見た」で始め、この動きの調子を定めた。これと同時にその親友であるジャック・ケルアック（1922年 - 1969年）はビートのはしゃぎ回り、おおらかで気まぐれな生活様式を、多くの作品の中でも傑作で最も人気のあった小説『路上』（On the Road）で祝した。
具体的に戦争小説に関して、第二次世界大戦後の時代にアメリカでは文学的な爆発があった。ノーマン・メイラー（1923年 - 2007年）の『裸者と死者』（The Naked and the Dead、1948年）、ジョゼフ・ヘラー（1923年 - 1999年）の『キャッチ=22』（Catch-22、1961年）およびカート・ヴォネガット（1922年 - 2007年）の『スローターハウス5』（Slaughterhouse-Five, or The Children's Crusade、1969年）などの作品が良く知られたものである。バーバラ・ガーソン（1941年 - ）が書いた『マクバード』（MacBird）は戦争の愚かさを白日に曝したもう一つの作品として受け入れられた。
対照的にジョン・アップダイク（1932年 - ）はアメリカ人の生活のより牧歌的な側面と呼べるものを出し、静かにだが破壊的でもある文体で迫った。その1960年に出した『走れウサギ』（Rabbit, Run）は、その性格描写とアメリカ中流階級の詳細によってその発売と同時に新しい地平を切り開いた。その叙述に現在時制を用いたことでは最初の小説の一つとされてもいる。
ラルフ・エリソン（1914年 - 1994年）の1953年の小説『見えない人間』（Invisible Man）は終戦直後の最も力にあふれ世間をあっと言わせる作品の中にあると即座に認められた。この小説は北の都会における黒人の話であり、国内でまで一般的だった抑圧されることの多かった人種問題をむき出しにし、実存的な性格描写としても成功している。
フラナリー・オコナー（1925年 - 1964年）もマーク・トウェインやアメリカ文学史の中で他の指導的作家にとって大切だったアメリカ文学における「南部」という主題を開拓し発展させた。その作品は『賢い血』（Wise Blood、1952年）、『烈しく攻むる者はこれを奪う』（The Violent Bear It Away、1960年）や最も良く知られた短編である『すべて上昇するものは一点に集まる』（Everything That Rises Must Converge）、さらに死後の1965年に出版されたオコナー短編集がある。

## 現代のアメリカ小説
おおまかに言って1970年代初めから現在まで、最も良く知られた文学の分野は、ポストモダニズムであろうが、その呼び方には様々に異論がある。時代の知識人に受け入れられた（必ずしもポストモダンではない）作家としては、トマス・ピンチョン（1937年 - ）、ティム・オブライエン（1946年 - ）、ロバート・ストーン（1937年 - ）、ドン・デリーロ（1936年 - ）、ポール・オースター（1947年 - 2024年）、トニ・モリスン（1931年 - ）、フィリップ・ロス（1933年 - ）、コーマック・マッカーシー（1931年 - ）、レイモンド・カーヴァー（1939年 - 1988年）、ジョン・チーバー（1912年 - 1982年）、ジョイス・キャロル・オーツ（1938年 - ）、アニー・ディラード（1945年 - ）、リチャード・パワーズ（1957年 - ）らが挙げられる。一般的にポストモダニズムとされる作家達は、大衆文化とマスメディアが平均的アメリカ人の世界に冠する概念と経験に影響を与えた多くの方法を扱い、また今日でも直接扱っている。それはアメリカ政府さらには多くの場合アメリカ史であるが、特に平均的アメリカ人自身の歴史感と共に批判されることが大変多い。
多くのポストモダン作家は郊外あるいはショッピングセンターのファストフード・レストランを舞台とすることでも知られている。彼らはドラッグ、美容整形手術およびテレビのコマーシャルについて書いている。ときにはこれらの表現がほとんど称賛のようにも見える。しかし同時にこの派の作家達はその主題に対して知ったかぶり、自意識過剰、当て擦り、および（ある批評家に拠れば）へりくだった態度を取る。このような傾向にある者のなかでおそらく最も知られているのは、ブレット・イーストン・エリス（1964年 - ）、デイブ・エッガーズ（1970年 - ）、チャック・パラニューク（1962年 - ）およびデヴィッド・フォスター・ウォレス（1962年 - 2008年）であろう。

## その他のジャンル
- 推理小説
- ホラー小説
- 恋愛小説
- サイエンス・フィクションとファンタジー
- 西部小説（英文）

## ノーベル文学賞を受賞したアメリカ人
- 1930年 - シンクレア・ルイス
- 1936年 - ユージン・オニール
- 1938年 - パール・S・バック
- 1949年 - ウィリアム・フォークナー
- 1954年 - アーネスト・ヘミングウェイ
- 1962年 - ジョン・スタインベック
- 1976年 - ソール・ベロー
- 1978年 - アイザック・バシェヴィス・シンガー （イディッシュ語で創作）
- 1987年 - ヨシフ・ブロツキー （ソヴィエト連邦からの亡命者。主にロシア語で創作）
- 1993年 - トニ・モリソン
- 2016年 - ボブ・ディラン
- 2019年 - ルイーズ・グリュック

## 上記以外の著名作家
- チャールズ・ブロックデン・ブラウン (1771年 - 1810年)
- ルイーザ・メイ・オルコット (1832年 - 1888年)
- ホレイショ・アルジャー (1832年 - 1899年)
- アンブローズ・ビアス (1842年 - 1914年?)
- ジャック・ロンドン  (1876年 - 1916年)
- ジーン・ウェブスター  (1876年 - 1916年)
- ローラ・インガルス・ワイルダー (1867年 - 1957年)
- シャーウッド・アンダーソン (1876年 - 1941年)
- ジョセフ・ハーガスハイマー (1880年 - 1954年)
- デイモン・ラニアン (1884年) - (1946年)
- ヒューゴー・ガーンズバック (1884年 - 1967年)
- リング・ラードナー (1885年 - 1933年)
- レイモンド・チャンドラー (1888年 - 1959年)
- ユージン・オニール (1888年 - 1953年)
- コンラッド・エイケン (1889年 - 1973年)
- ハワード・フィリップス・ラヴクラフト (1890年 - 1937年)
- キャサリン・アン・ポーター (1890年 - 1980年)
- ゾラ・ニール・ハーストン (1891年 - 1960年)
- ダシール・ハメット (1894年 - 1961年)
- エドマンド・ウィルソン (1895年 - 1972年)
- ナサニエル・ウェスト (1903年 - 1940年)
- アースキン・コールドウェル (1903年 - 1987年)
- エラリー・クイーン (フレデリック・ダネイ 1905年 - 1982年、マンフレッド・B・リー 1905年 - 1971年)
- フレドリック・ブラウン (1906年 - 1972年)
- W・H・オーデン (1907年 - 1973年)
- ロバート・A・ハインライン (1907年 - 1988年)
- ポール・ボウルズ (1910年 - 1999年)
- テネシー・ウィリアムズ (1911年 - 1983年)
- ジョン・チーヴァー (1912年 - 1982年)
- アーウィン・ショー (1913年 - 1984年)
- ジョン・ベリーマン (1914年 - 1972年)
- バーナード・マラマッド (1914年 - 1986年)
- ラルフ・エリソン (1914年 - 1994年)
- ウィリアム・S・バロウズ (1914年 - 1997年)
- R・A・ラファティ (1914年 - 2002年)
- アーサー・ミラー (1915年 - 2005年)
- シャーリイ・ジャクスン (1919年 - 1965年)
- アイザック・アシモフ (1920年 - 1992年)
- レイ・ブラッドベリ (1920年 - 2012年)
- マリオ・プーゾ (1920年 - 1999年)
- パトリシア・ハイスミス (1921年 - 1995年)
- ウィリアム・ギャディス(1922年 - 1998年)
- アヴラム・デイヴィッドスン (1923年 - 1993年)
- ジョーン・エイケン (1924年 - 2004年)
- ロイド・アリグザンダー (1924年 - 2007年)
- ウィリアム・H・ギャス (1924年 - )
- ジェイムズ・ボールドウィン (1924年 - 1987年)
- トルーマン・カポーティ (1924年 - 1984年)
- ゴア・ヴィダル (1925年 - )
- ウィリアム・スタイロン (1925年 - 2006年)
- フィリップ・K・ディック (1928年 - 1982年)
- フランク・マコート (1930年 - )
- ゲーリー・スナイダー (1930年 - )
- ジョン・バース (1930年 - )
- ドナルド・バーセルミ (1931年 - 1989年)
- ジーン・ウルフ (1931年 - )
- ジャージ・コジンスキー (1933年 - 1991年)
- スーザン・ソンタグ (1933年 - 2004年)
- ハーラン・エリスン (1934年 - )
- E・アニー・プルー (1935年 - )
- リチャード・ブローティガン (1935年 - 1984年)
- ケン・キージー (1935年 - )
- スー・グラフトン (1940年 - )
- アン・タイラー (1941年 - )
- ジョン・アーヴィング (1942年 - )
- エリカ・ジョング (1942年 - )
- マイケル・クライトン (1942年 - )
- スティーヴン・ミルハウザー (1943年 - )
- アリス・ウォーカー (1944年 - )
- トム・ジョーンズ (1945年 - 2016年)
- トム・クランシー (1947年 - )
- スティーヴン・キング (1947年 - )
- ウィリアム・ギブスン (1948年 - )
- ジャメイカ・キンケイド (1949年 - )
- スティーヴ・エリクソン (1950年 - )
- リービ英雄 (1950年 - )
- エイミ・タン (1952年 - )
- ジョン・グリシャム (1955年 - )
- キャサリン・アサロ (1955年 - )
- ジェイ・マキナニー (1955年 - )
- ジャック・ウォマック (1956年 - )
- ジル・マコークル (1958年 - )
- ウイリアム・T・ヴォルマン (1959年 - )
- ニコラス・スパークス (1965年 - )
- シャーマン・アレクシー (1966年 - )

## アメリカ文学の研究者
- エドマンド・ウィルソン
- ゴア・ヴィダル
- エドワード・サイード
- チャールズ・スクラッグス
- トニー・タナー
- 大橋吉之輔
- 大橋健三郎
- 小川高義
- 亀井俊介
- 佐伯彰一
- 柴田元幸
- 志村正雄
- 巽孝之
- 筒井正明
- 冨山太佳夫
- 野崎孝
- 畑中佳樹
- 波戸岡景太
- 原田敬一
- 丸山美知代
- 八木敏雄
- 山内邦臣
- 若島正
- 渡辺利雄